# Янгіюль
Янгіюль (узб. Янгийўл, Yangiyo‘l — нова дорога, до 1934 року — селище Каунчі) — місто районного підпорядкування Ташкентської області Узбекистану, центр Янгіюльського району. Розташований у Ферганській долині на Великому Узбецькому тракті. Залізнична станція. Населення 72,5 тис. (перепис 2010 року), у 1983 році населення становило 67 000 осіб. За радянських часів у місті було збудовано виробниче кондитерське об'єднання «Лаззат», олійно-жировий комбінат, бавовноочисний завод, меблева та взуттєві фабрики, поліграфічний комбінат, харчовий технікум, медичне училище.

## Інфраструктура
У Янгіюлі є навчальні заклади:
- коледж харчової промисловості;
- медичне училище;
- Янгіюльський академічний ліцей при ТДТУ.

Також у місті знаходяться організації просвітницького та дозвільного профілю:
- парк культури та відпочинку імені Алішера Навої;
- оздоровчий комплекс «Кардіо-неврологічний санаторій».

На сьогоднішній день в Янгіюлі функціює 18 шкіл, з яких 1 є спеціалізованою.
Забудова міста переважно малоповерхова (будинки з великими присадибними ділянками та садами). Нові квартали міста забудовані чотириповерховими та п'ятиповерховими будинками.

## Відомі люди
- Омарова Жамал Мукашевна (1912—1976) — казахська радянська співачка.
- Сеітаблаєв Ахтем Шевкетович (нар. 1972) — український актор та режисер кримськотатарського походження.
- Стефан Стенцель (1884—1942) — коломийський та львівський фармацевт, підприємець. У 1940 році Стефана Стенцеля разом із родиною було депортовано з Коломиї до Казахстану, а його аптеки націоналізували. У 1942 році приєднався до щойно сформованої армії генерала Андерса, де очолив Центральне медзабезпечення, але за кілька днів потому, через сильне виснаження він захворів на тиф й помер. Похований на польському військовому цвинтарі в місті Янгіюль[2][3][4].